# Marc Ribot
Marc Ribot (ur. 21 maja 1954 w Newark w stanie New Jersey) – amerykański muzyk, kompozytor i instrumentalista. Członek nowojorskiej sceny Downtown.

## Życiorys
Ribot w młodości pobierał lekcje gry na gitarze u haitańskiego instrumentalisty Frantza Casseusa. W 1979 roku przeprowadził się do Nowego Jorku i zaczął grać w zespołach jazzowych. W 1984 dołączył do The Lounge Lizards, gdzie zastąpił Arto Lindsaya. Grał z tym zespołem do 1989 roku. Jednocześnie zaczął współpracę z Tomem Waitsem i Elvisem Costello. Jego charakterystyczna gra na gitarze jest uznawana za jeden z czynników definiujących muzykę tego pierwszego z okresu po albumie Rain Dogs z 1985 roku (pierwszy album Waitsa z Ribotem). Na przełomie lat 80. i 90. zaczął współpracować z Johnem Zornem. W tej chwili należy do jego najbliższych współpracowników, nagrali wspólnie ok. 40 albumów.
W 1990 roku Ribot nagrał swój pierwszy własny album, Rootless Cosmopolitans. W 1998 założył zespół Los Cubanos Postizos, grający muzykę łączącą elementy muzyki latynoskiej z punkiem. W 2008 roku powstał jego rockowy zespół Ceramic Dog z Shahzadem Ismailym na basie i Chesem Smithem na perkusji.
Dziś Ribot jest uznawany za jednego z najważniejszych amerykańskich gitarzystów.

## Twórczość
Chociaż jest leworęczny, musiał się nauczyć gry prawą ręką, co uważane jest za źródło jego charakterystycznego stylu gry. Ribot sam dzieli swoją twórczość na solową, punk/funk/soul/noise (np. z Ceramic Dog), free jazz (np. Marc Ribot Trio), latin descarga (np. Los Cubanos Postizos), live film scores oraz nową muzykę.
Znany jest ze współpracy z takimi muzykami i grupami jak Bill Frisell, Fred Frith, Wilson Pickett, The Lounge Lizards, Arto Lindsay, Medeski Martin & Wood, Norah Jones, Diana Krall, Sam Phillips, Elvis Costello, Allen Ginsberg, Susana Baca, Tom Waits, Hector Zazou, Marianne Faithfull, Elton John, The Black Keys oraz John Zorn.

## Dyskografia
- Rootless Cosmopolitans (1990)
- Requiem for What's His Name (1992)
- Marc Ribot Plays Solo Guitar Works of Frantz Casseus (1993)
- Shrek (1994)
- Subsonic 1: Sounds of a Distant Episode featuring music by Fred Frith and M. Ribot (1994)
- The Book of Heads (1995)
- Don't Blame Me (1995)
- Shoe String Symphonettes (1997)
- The Prosthetic Cubans (1998)
- Yo! I Killed Your God (1999)
- Muy Divertido! (2000)
- Saints (2001)
- Masada Anniversary Edition Vol. 1: Masada Guitars (2003)
- Scelsi Morning (2003)
- Soundtracks Volume 2 (2003)
- Spiritual Unity (2005)
- Asmodeus: Book of Angels Volume 7 (2007)
- Exercises in Futility (2008)
- Party Intellectuals (2008) (jako Marc Ribot's Ceramic Dog)
- Silent Movies (2010)
- Your Turn (2013) (jako Marc Ribot's Ceramic Dog)
- Live at the Village Vanguard (2014)

## Filmografia
- A Bookshelf on Top of the Sky: 12 Stories About John Zorn (2002, film dokumentalny, reżyseria: Claudia Heuermann)[4]
- Marc Ribot: The Lost String (2006, film dokumentalny, reżyseria: Anaïs Prosaïc)[5]